# 馬克斯湖
52°28′20″N 14°0′5″E / 52.47222°N 14.00139°E

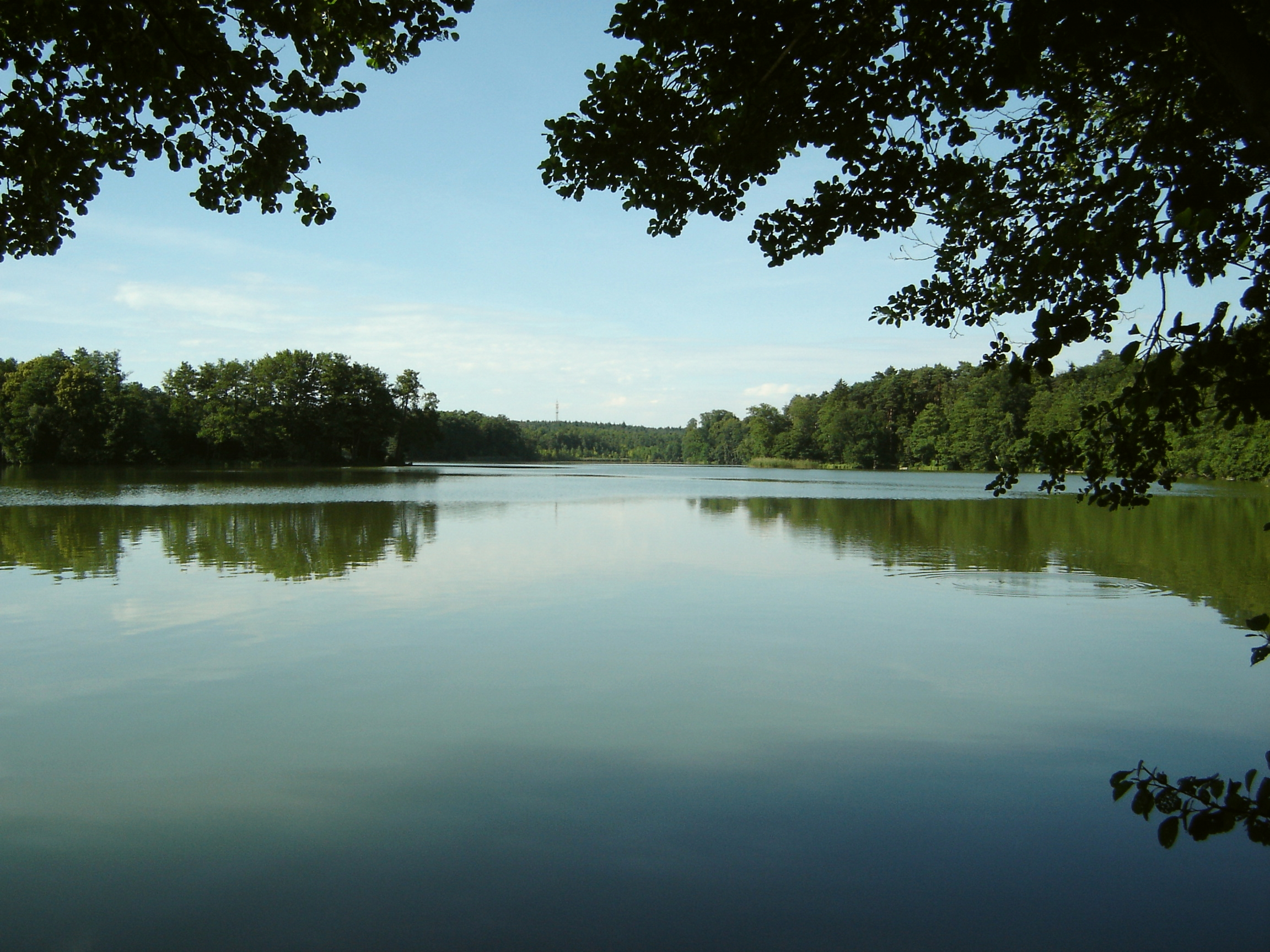

馬克斯湖（德語：Maxsee），是德國的湖泊，位於該國西南部，由勃蘭登堡州負責管轄，長1.6公里、寬0.5公里，面積0.7平方公里，海拔高度38米，平均水深2米，最大水深4米。